# Elio Rossi
Elio José Rossi (Bell Ville, Córdoba, 4 de mayo de 1963) es un periodista deportivo argentino.

## Biografía
Elio Rossi nació en Bell Ville el 4 de mayo de 1963. A los 27 años se enteró de que era adoptado por boca de un tío.[cita requerida] Reconstruyó la historia de su madre: quién era, dónde vivía, dónde trabajaba, pero no llegó a conocerla. Es el mayor de tres hermanos: el segundo también fue dado en adopción, no así la menor.

## Trayectoria
Ha sido uno de los periodistas más discutidos[¿por quién?] del último tiempo, reavivó varias de las polémicas más fuertes del fútbol argentino como el caso del "Agua Bendita" de la Copa Mundial de Fútbol de 1990.
Participó de la polémica por la contratación de Alfio Basile a la cabeza del Selección de fútbol de Argentina en 2008, dentro de la cual ha tenido un cruce muy delicado con el vocero de la AFA y periodista Ernesto Cherquis Bialo. Se nombraron hechos como el repechaje de la Selección Argentina en 1993, y la rápida eliminación en la Copa Mundial de Fútbol de 1994 tras el dopaje de efedrina a Diego Maradona.
El 1 de julio de 2009, como enviado del programa El Diario de C5N, Rossi apareció en la conferencia de presentación del nuevo D.T. del Club Atlético Boca Juniors y ex D.T. de la Selección Argentina Alfio Basile. Rossi terminó preguntándole a Basile y a Carlos Bianchi temas relacionados con el alejamiento de Argentina, y la polémica ocurrida en la Universidad de Palermo, lo cual provocó la furia del mánager Bianchi y de sus colegas periodistas.
En 2010, acompañó en el programa De una con Niembro, conducido por Fernando Niembro, con Aldo Proietto, Tití Fernández y Marcelo Benedetto. "Es una de las tiras deportivas de mayor convocatoria en el dial de amplitud modulada el ciclo que Fernando Niembro conduce desde hace 13 años por La Red (AM 910)".
Ese mismo año participó en el programa deportivo El show del fútbol, conducido por Alejandro Fantino, por tres emisiones. En una de ellas sostuvo una fuerte discusión con el exjugador de la Selección Argentina y River Plate Oscar Ruggeri.
En 2011, se incorporó a Fútbol para todos, junto con el relator Rodolfo Cingolani, transmitiendo los partidos de AFA por Canal 7, América TV y Canal 9.
Trabajó en el programa RH10 conducido por Rolando Hanglin en Radio 10.
En 2016 creó un canal de YouTube que maneja hasta la actualidad con su nombre en el cual habla de situaciones futbolísticas de Argentina y Europa, como la política en el futbol, personajes públicos y partidos relevantes.
Desde 2018 trabaja en Rock & Pop en el programa Bien Levantado.

## Apariciones
- El partido de la fecha, ATC
- La Última Palabra, Fox Sports
- El Diario, C5N
- Rolando Hanglin, Radio 10
- Tribuna Caliente, América 2
- Radio Del Plata
- Fútbol permitido, TV Pública